# Baruth/Mark
Baruth/Mark (em baixo sorábio: Želm) é um município da Alemanha, situado no distrito de Teltow-Fläming, no estado de Brandemburgo. Tem 233,62 km² de área, e sua população em 2019 foi estimada em 4.217 habitantes.